# Marco Claudio Glicia
Marco Claudio Glicia (en latín Marcus Claudius Glicia) un liberto de P. Claudio Pulcro, de quien fue empleado o mensajero. 
Cuando Publio Claudio Pulcro, después de su derrota en Drépano, en el año 249 a. C., fue citado por el Senado para responder por su mala conducta, aquel le mandó nombrar a un dictador y él nombró a Glicia.
El nombramiento fue, sin embargo, inmediatamente cancelado, incluso antes de que Glicia hubiese nombrado a su magister equitum. Ello no impidió a Glicia comparecer en los grandes juegos con su toga pretexta como si hubiera sido realmente dictador.
Glicia después fue legado en Córcega, del cónsul C. Licinio Varo, en el año 236 a. C., donde, presumiblemente por tratar con los corsos sin órdenes del Senado o del cónsul, fue entregado al enemigo como el único responsable por el tratado, y, ante la negativa de ellos de castigarlo, fue condenado a muerte en Roma.
| Predecesor: Quinto Ogulnio Galo 257 a. C. | Dictador de la República Romana 249 a. C. | Sucesor: Aulo Atilio Calatino 249 a. C. |